# Ataulfo Alves
Ataulfo Alves de Sousa, né le 2 mai 1909 à Miraí et mort le 20 avril 1969 à Rio de Janeiro, est un compositeur et chanteur de samba brésilien.

## Biographie
Ataulfo Alves de Sousa, né le 2 mai 1909 à Miraí, est l'un des sept enfants de Dona Matilde Alves de Sousa et de son mari Severino. Son père, musicien, meurt quand il a l'âge de 10 ans. Il est alors obligé d'aider sa mère à subvenir aux besoins de la famille, ce qu'il fait en travaillant, entre autres, comme livreur de lait et portier à la gare. Malgré cela, il poursuit ses études et obtient le diplôme du groupe scolaire Dr Justino Pereira. À l'âge de 18 ans, il s'installe à Rio de Janeiro, accompagnant le Dr Afrânio Moreira de Resende. Il travaille dans le cabinet du médecin et, la nuit, il fait le ménage et d'autres tâches dans la maison familiale. Il travaille ensuite comme laveur de verre dans quelques pharmacies, avant de devenir manipulateur de médicaments. Ce métier lui permet d'épouser Judith à 19 ans, avec qui il a cinq enfants, et de s'installer à Rio Comprido. Dans ce quartier, il commence à jouer de la guitare, du cavaquinho et de la mandoline avec son groupe dans les cercles de samba et, au début des années 1930, il travaille comme directeur de tambour dans le bloco de samba Fale Quem Quiser, inspiré par le groupe Deixa Falar, du quartier Estácio. Lorsqu'il l'entend en 1933, Bide l'emmène au label Victor, qui enregistre Tempo Perdido, avec Carmen Miranda (qu'il connaît en dehors du monde artistique), et Sexta-Feira, avec Almirante.

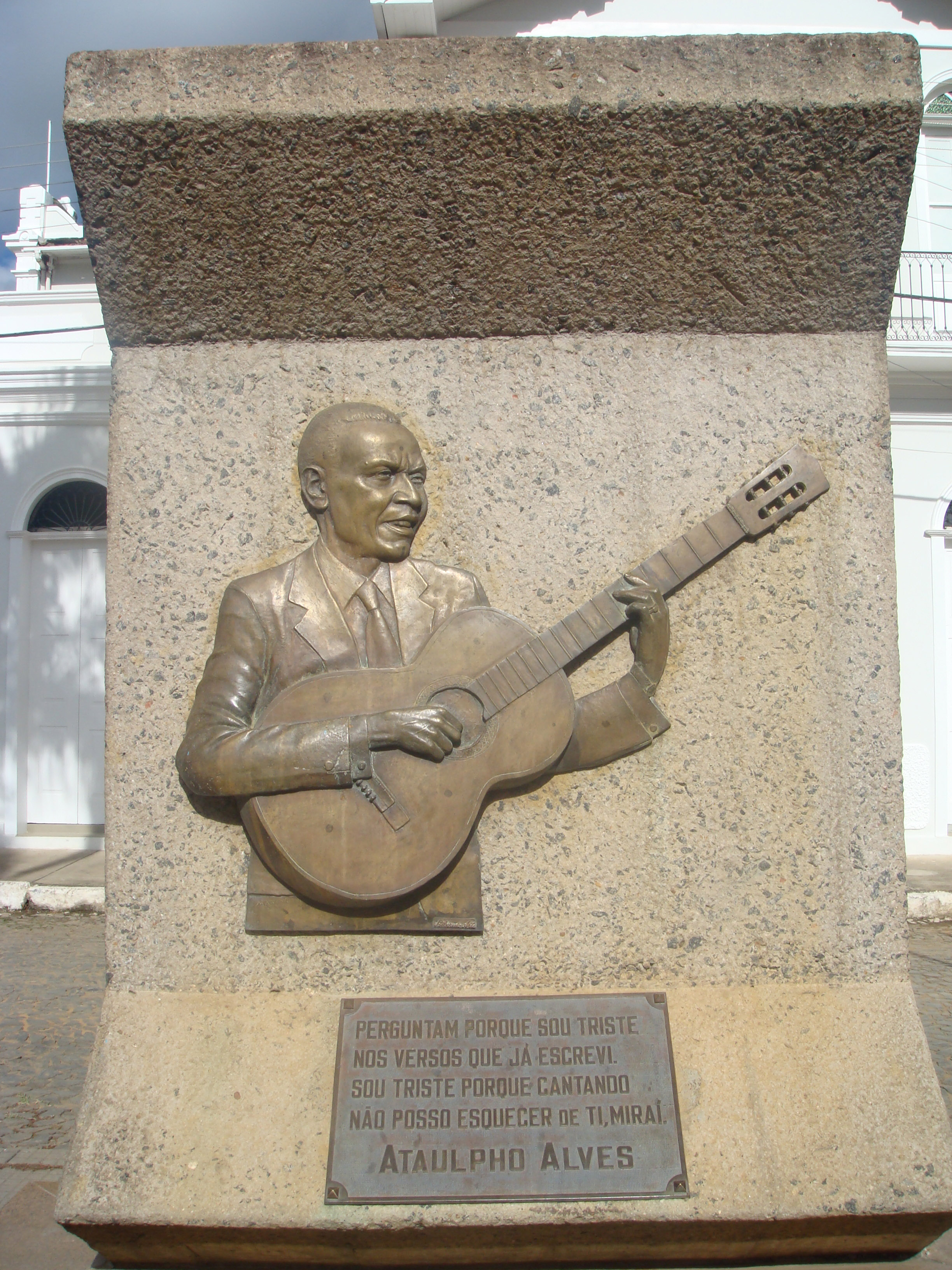
Monument en l'honneur du chanteur dans sa ville natale.

Au début de sa carrière artistique, il connaît son premier succès en 1935 avec Saudade do Meu Barracão, enregistré par Floriano Belham. Il commence ensuite à composer avec Bide, Claudionor Cruz et Wilson Batista (Oh, Seu Oscar, 1939, et O Bonde de São Januário, 1941) et divers interprètes, tels que Silvio Caldas, Carlos Galhardo, Orlando Silva, Aracy de Almeida et Ciro Monteiro, commencent à enregistrer ses chansons. Ataulfo Alves commence les années 1940 en pleine ascension et enregistre en 1942 Ai que Saudades da Amélia, en collaboration avec Mário Lago, avec qui il compose également Atire e Primeira Pedra, en 1944. À cette époque, il fonde le groupe Ataulfo Alves e Suas Pastoras dans le but d'enregistrer ses propres chansons. Au cours des décennies suivantes, Ataulfo Alves continue d'écrire des succès (Mulata Assanhada, 1956), des sambas dor de cotovelo, plus appropriés pour l'époque (Errei Sim, 1950 ; Doeu, 1954 ; Pois É, 1954), d'enregistrer avec ses pastoras et de se produire dans divers spectacles. Des interprètes de l'époque continuent à vouloir l'enregistrer, comme Linda Batista, Dalva de Oliveira et Nora Ney. Ataulfo est également actif dans la défense des droits d'auteur au sein de l'Union brésilienne des compositeurs (UBC). Dans les années 1960, il se rend en Europe dans le cadre d'une tournée organisée par Humberto Teixeira, ainsi qu'en Afrique. Il enregistre des disques à succès tels que Na Cadência do Samba (1962) et Laranja Madura (1966). Clara Nunes enregistre Você Passa e Eu Acho Graça (1968), une chanson composée en partenariat avec Carlos Imperial. En 1969, il subit une intervention chirurgicale et, à la suite de complications, meurt le 20 avril. Il est inhumé au cimetière de Catumbi.